# Massognes
Massognes è un comune francese di 281 abitanti situato nel dipartimento della Vienne nella regione della Nuova Aquitania.

## Società

### Evoluzione demografica
Abitanti censiti